# The Best FIFA Football Coach

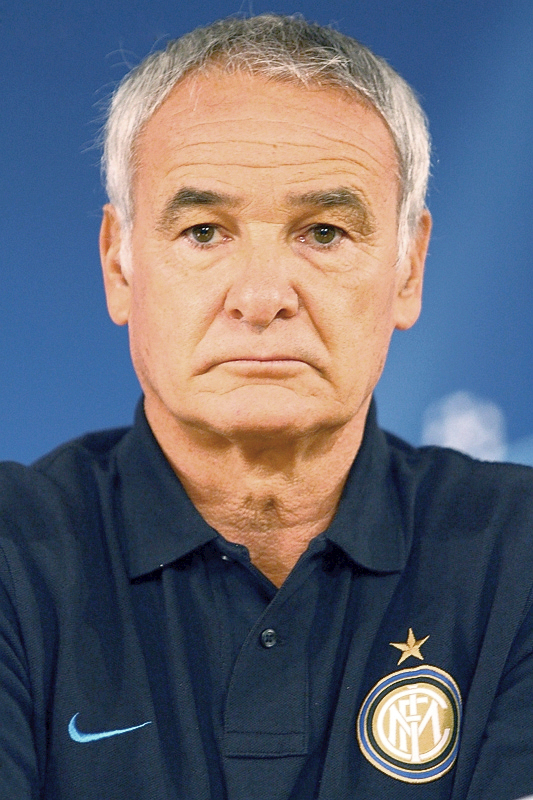
Claudio Ranieri, vincitore dell'edizione inaugurale del premio riservato agli allenatori di calcio maschile.

Il The Best FIFA Football Coach è un premio calcistico assegnato dalla FIFA ogni anno dal 2016 ai migliori allenatori di calcio maschile e femminile secondo i voti di commissari tecnici e dei capitani delle Nazionali di calcio, nonché di giornalisti e tifosi provenienti da tutto il mondo.
I primi ad aggiudicarsi il riconoscimento sono stati Claudio Ranieri, allenatore del Leicester City, e Silvia Neid, selezionatrice della Nazionale femminile della Germania.

## Vincitori

### Allenatori di calcio maschile
| Anno          | Pos                  | Allenatore | Nazionalità      | Club o Nazionale |
| ------------- | -------------------- | ---------- | ---------------- | ---------------- |
| 2016 dettagli |                      |            |                  |                  |
| 1°            | Claudio Ranieri      | Italia     | Leicester City   |                  |
| 2°            | Zinédine Zidane      | Francia    | Real Madrid      |                  |
| 3°            | Fernando Santos      | Portogallo | Portogallo       |                  |
| 2017 dettagli |                      |            |                  |                  |
| 1°            | Zinédine Zidane      | Francia    | Real Madrid      |                  |
| 2°            | Antonio Conte        | Italia     | Chelsea          |                  |
| 3°            | Massimiliano Allegri | Italia     | Juventus         |                  |
| 2018 dettagli |                      |            |                  |                  |
| 1°            | Didier Deschamps     | Francia    | Francia          |                  |
| 2°            | Zinédine Zidane      | Francia    | Real Madrid      |                  |
| 3°            | Zlatko Dalić         | Croazia    | Croazia          |                  |
| 2019 dettagli |                      |            |                  |                  |
| 1°            | Jürgen Klopp         | Germania   | Liverpool        |                  |
| 2°            | Pep Guardiola        | Spagna     | Manchester City  |                  |
| 3°            | Mauricio Pochettino  | Argentina  | Tottenham        |                  |
| 2020 dettagli |                      |            |                  |                  |
| 1°            | Jürgen Klopp         | Germania   | Liverpool        |                  |
| 2°            | Hans-Dieter Flick    | Germania   | Bayern Monaco    |                  |
| 3°            | Marcelo Bielsa       | Argentina  | Leeds Utd        |                  |
| 2021 dettagli |                      |            |                  |                  |
| 1°            | Thomas Tuchel        | Germania   | Chelsea          |                  |
| 2°            | Roberto Mancini      | Italia     | Italia           |                  |
| 3°            | Pep Guardiola        | Spagna     | Manchester City  |                  |
| 2022 dettagli |                      |            |                  |                  |
| 1°            | Lionel Scaloni       | Argentina  | Argentina        |                  |
| 2°            | Carlo Ancelotti      | Italia     | Real Madrid      |                  |
| 3°            | Pep Guardiola        | Spagna     | Manchester City  |                  |
| 2023 dettagli |                      |            |                  |                  |
| 1°            | Pep Guardiola        | Spagna     | Manchester City  |                  |
| 2°            | Luciano Spalletti    | Italia     | Napoli / Italia  |                  |
| 3°            | Simone Inzaghi       | Italia     | Inter            |                  |
| 2024 dettagli |                      |            |                  |                  |
| 1°            | Carlo Ancelotti      | Italia     | Real Madrid      |                  |
| 2°            | Xabi Alonso          | Spagna     | Bayer Leverkusen |                  |
| 3°            | Pep Guardiola        | Spagna     | Manchester City  |                  |

### Allenatori di calcio femminile
| Anno          | Pos              | Allenatrice | Nazionalità                    | Club o Nazionale |
| ------------- | ---------------- | ----------- | ------------------------------ | ---------------- |
| 2016 dettagli |                  |             |                                |                  |
| 1°            | Silvia Neid      | Germania    | Germania                       |                  |
| 2°            | Jillian Ellis    | Inghilterra | Stati Uniti                    |                  |
| 3°            | Pia Sundhage     | Svezia      | Svezia                         |                  |
| 2017 dettagli |                  |             |                                |                  |
| 1°            | Sarina Wiegman   | Paesi Bassi | Paesi Bassi                    |                  |
| 2°            | Nils Nielsen     | Danimarca   | Danimarca                      |                  |
| 3°            | Gérard Prêcheur  | Francia     | Lione                          |                  |
| 2018 dettagli |                  |             |                                |                  |
| 1°            | Reynald Pedros   | Francia     | Lione                          |                  |
| 2°            | Sarina Wiegman   | Paesi Bassi | Paesi Bassi                    |                  |
| 3°            | Asako Takakura   | Giappone    | Giappone                       |                  |
| 2019 dettagli |                  |             |                                |                  |
| 1°            | Jillian Ellis    | Inghilterra | Stati Uniti                    |                  |
| 2°            | Sarina Wiegman   | Paesi Bassi | Paesi Bassi                    |                  |
| 3°            | Phil Neville     | Inghilterra | Inghilterra                    |                  |
| 2020 dettagli |                  |             |                                |                  |
| 1°            | Sarina Wiegman   | Paesi Bassi | Paesi Bassi                    |                  |
| 2°            | Jean-Luc Vasseur | Francia     | Lione                          |                  |
| 3°            | Emma Hayes       | Inghilterra | Chelsea                        |                  |
| 2021 dettagli |                  |             |                                |                  |
| 1°            | Emma Hayes       | Inghilterra | Chelsea                        |                  |
| 2°            | Lluís Cortés     | Spagna      | Barcellona / Ucraina           |                  |
| 3°            | Sarina Wiegman   | Paesi Bassi | Paesi Bassi / Inghilterra      |                  |
| 2022 dettagli |                  |             |                                |                  |
| 1°            | Sarina Wiegman   | Paesi Bassi | Inghilterra                    |                  |
| 2°            | Sonia Bompastor  | Francia     | Olympique Lione                |                  |
| 3°            | Pia Sundhage     | Svezia      | Brasile                        |                  |
| 2023 dettagli |                  |             |                                |                  |
| 1°            | Sarina Wiegman   | Paesi Bassi | Inghilterra                    |                  |
| 2°            | Emma Hayes       | Inghilterra | Chelsea                        |                  |
| 3°            | Jonatan Giráldez | Spagna      | Barcellona                     |                  |
| 2024 dettagli |                  |             |                                |                  |
| 1°            | Emma Hayes       | Inghilterra | Chelsea / Stati Uniti          |                  |
| 2°            | Jonatan Giráldez | Spagna      | Barcellona / Washington Spirit |                  |
| 3°            | Arthur Elias     | Brasile     | Corinthians / Brasile          |                  |